# Kuhglocke (Schlaginstrument)

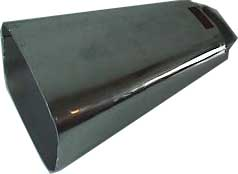
Kuhglocke

Kuhglocke, auch Herdenglocke (englisch cowbell, spanisch cencerro, französisch sonnaille), ist ein Aufschlagidiophon in Form einer handlichen trapezförmigen, rechteckigen oder bienenkorbförmigen Kuhglocke ohne Klöppel aus Eisen, Kupfer- oder Messingblech von 10 bis 20 oder mehr Zentimetern Länge.

## Spielweise
Das Perkussionsinstrument wird in der flachen Hand gehalten und mit einem dicken Holzstab angeschlagen und bei Bedarf mit der Hand abgedämpft. Mit ihr wird beispielsweise im Cha-Cha-Cha der Grundbeat geschlagen, auch in der Salsa findet sie immer wieder Verwendung. Sie wird häufig vom Bongocero (dem Bongo-Trommler) gespielt. Die vollen Töne erzeugt man, indem man auf das untere Ende der Glocke (an der Öffnung) mit dem Holzstab schlägt, Akzente und Obertöne entstehen durch Schlagen auf den oberen Bereich der Glocke. Alternativ kann das Instrument auch an Schlagzeug oder Timbales befestigt werden.
Das Instrument geht vermutlich auf ähnliche Instrumente in Westafrika zurück. Dort sind einzelne oder paarweise miteinander verbundene Metallglocken ohne Klöppel bekannt. Doppelglocken werden wiederum unterschieden in solche, die an einem Stiel, und andere, die über einen Bügel verbunden sind. Zu den Stieldoppelglocken gehört die Gankogui der Ewe in Ghana, einen Bügel besitzt die Ngonge (auch Ngunga, Engongui) in Nigeria, die Vorbild für die brasilianische Agogô war.
In der alpenländischen Volksmusik werden gestimmte Alpenglocken mit Klöppeln eingesetzt.
Ein als Melodieinstrument verwendetes Glockenspiel aus hölzernen Kuhglocken ohne Klöppel ist das Skrabalai in Litauen.